# Rostroraja alba
Rostroraja alba é uma espécie de peixe da família Rajidae.
Pode ser encontrada nos seguintes países: Albania, Argélia, Angola, Benin, Camarões, Cabo Verde, República do Congo, Croácia, Costa do Marfim, Guiné Equatorial, França, Gabão, Gambia, Gana, Grécia, Guiné, Guiné-Bissau, Itália, Libéria, Mauritânia, Marrocos, Namíbia, Nigéria, Portugal, São Tomé e Príncipe, Senegal, Sérvia e Montenegro, Serra Leoa, Eslovénia, África do Sul, Espanha, Togo, o Reino Unido e Sahara Ocidental.
Os seus habitats naturais são: mar aberto.
Está ameaçada por perda de habitat.